# Bez lęku
Bez lęku – amerykański dramat z 1993 roku na podstawie powieści Rafaela Yglesiasa, wyreżyserowany przez Petera Weira.

## Obsada
- Jeff Bridges – Max Klein
- Isabella Rossellini – Laura Klein
- Rosie Perez – Carla Rodrigo
- Tom Hulce – Brillstein
- John Turturro – Dr Bill Perlman
- Benicio del Toro – Manny Rodrigo
- Deirdre O’Connell – Nan Gordon
- John de Lancie – Jeff Gordon

## Fabuła
Max Klein, architekt wyrusza samolotem wraz z wspólnikiem Jeffem z San Francisco do Houston w celu podpisania kontraktu. Tym samym lotem rusza Carla z małym synkiem. Samolot ma problemy techniczne i ląduje awaryjnie na polu rozpadając się, znaczna część pasażerów ginie. Max przeżywa i aktywnie uczestniczy w ocaleniu kilku współtowarzyszy. Jeff ginie. Carla w katastrofie traci synka.
Katastrofa zmienia diametralnie życie Maxa. Przestaje odczuwać lęk, zaczyna wierzyć w swoje nadprzyrodzone siły. Pomaga aktywnie innym ofiarom katastrofy dojść do siebie po wypadku (między innymi wyprowadza Carlę z ciężkiej depresji) lecz coraz bardziej oddala się od własnej rodziny.

## Fakty
W ścieżce dźwiękowej filmu został wykorzystany fragment III Symfonii ("Symfonia pieśni żałosnych") Henryka Mikołaja Góreckiego.

## Nagrody i nominacje
Oscary za rok 1993
- Najlepsza aktorka drugoplanowa – Rosie Perez (nominacja)

Złote Globy 1993
- Najlepsza aktorka drugoplanowa – Rosie Perez (nominacja)

MFF w Berlinie 1994
- Nagroda Specjalna za kreację aktorską – Rosie Perez
- Złoty Niedźwiedź (nominacja)